# Benjamin Eggleston

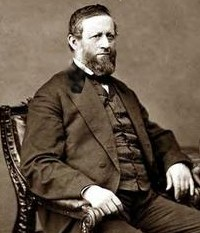
Benjamin Eggleston

Benjamin Eggleston (* 3. Januar 1816 in Corinth, Saratoga County, New York; † 9. Februar 1888 in Cincinnati, Ohio) war ein US-amerikanischer Politiker der Republikanischen Partei. Von 1865 bis 1869 war er Mitglied des Repräsentantenhauses der Vereinigten Staaten für den 1. Kongressdistrikt des Bundesstaates Ohio.

## Biografie
Benjamin Eggleston wurde in Corinth geboren. Dort besuchte er die öffentlichen Schulen. 1831 zog er mit seinen Eltern in den Hocking County nach Ohio. Später zog er nach Cleveland und arbeitete auf einem Narrowboat. Später besaß er selbst einige Boote. 1845 ließ er sich in Cincinnati nieder. Dort wurde er zum Vorsitzenden des Stadtrates gewählt. 1860 war er für seine Partei Delegierter auf der Republican National Convention in Chicago. Von 1862 bis 1865 war er Mitglied des Staatssenats.
1865 wurde er für seine Partei als Vertreter des 1. Distrikts von Ohio ins US-Repräsentantenhaus gewählt. Dort diente er bis 1869. Er ließ sich nicht zur Wiederwahl aufstellen. Sein Nachfolger wurde der Demokrat Peter W. Strader. Von 1880 bis 1881 saß er erneut im Senat von Ohio. 
Er starb 1888 in Cincinnati und wurde auf dem Spring Grove Cemetery beigesetzt.